# Bors
Bors (también Bohort, o Boores) es el nombre de dos caballeros, padre e hijo, personajes de las leyendas del rey Arturo. El padre, Bors de Gaunes, es el rey de la Galia durante la ascensión al trono de Arturo. Es hermano del rey Ban. Su hijo, Sir Bors el Desterrado, llegó a ser uno de los mejores caballeros de la Mesa Redonda de Camelot, y sería uno de los tres que hallasen el Santo Grial.

## Rey Bors de Gaunes
Hermano del rey Ban, el rey Bors de Gaunes es tío de Lanzarote del Lago y de Héctor de Maris. Bors de Gaunes se casó con Evaine, hermana de Elaine de Benwick y esposa de Ban, y tuvo con ella dos hijos: Bors y Lionel. Junto con Ban, Bors de Gaunes se convirtió en uno de los primeros caballeros aliados del rey Arturo en su guerra contra el rey Claudas. El rey Bors muere en esa guerra, y sus hijos son criados en cautiverio.

## Sir Bors el Desterrado

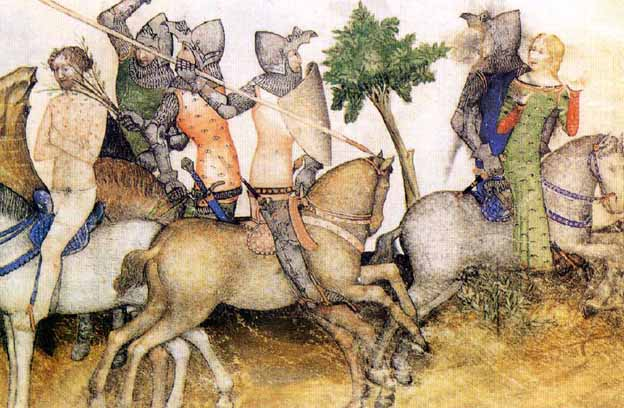
Ilustración para los Cuentos de Canterbury: en El cuento del caballero (The Knight's Tale), Sir Bors escoge acudir en ayuda de una damisela en lugar de ir a ayudar a su hermano Sir Lionel.

Sir Bors y su hermano Lionel vivieron muchos años en la corte del rey Claudas, hasta que se rebelaron y mataron a Dorin, hijo de Claudas. Antes de que este último pudiese tomar represalias, fueron rescatados por la Dama del Lago, que los llevó a donde estaba su primo Lanzarote para que vivieran con él. Los tres primos se unirían a los demás caballeros de la Mesa Redonda en Camelot.
En la obra de Thomas Malory La muerte de Arturo, la reina Ginebra es acusada de haber envenenado a un caballero. Alguno de los varones ha de defender su honor en una justa, y Sir Bors, que en principio es reacio a ello sabiendo que Lanzarote, primer paladín de Ginebra, ha abandonado Camelot por causa de ella, se decide a hacerlo al arrodilarse la reina. Cuando va a comenzar la justa, llega Lanzarote y sustituye a Bors.  
Como los demás varones de su familia, Sir Bors se une a Lanzarote en el exilio posterior a su romance con Ginebra, mas ayuda a salvar a la reina de la ejecución en la hoguera.
Bors será uno de los consejeros en quienes más confiará Lanzarote en su guerra contra Arturo, y además gobernará las tierras que antes pertenecían a Claudas.
Cuando Arturo y Gawain han de volver a Britania para luchar contra el usurpador Mordred, Gawain envía a Lanzarote una carta en la que le pide ayuda. La tropa de Lanzarote llega a tiempo de sofocar los restos de la rebelión, encabezados por los hijos de Mordred: Melehan y Melou. Melehan mata a Sir Lionel, y Bors lo vengará.

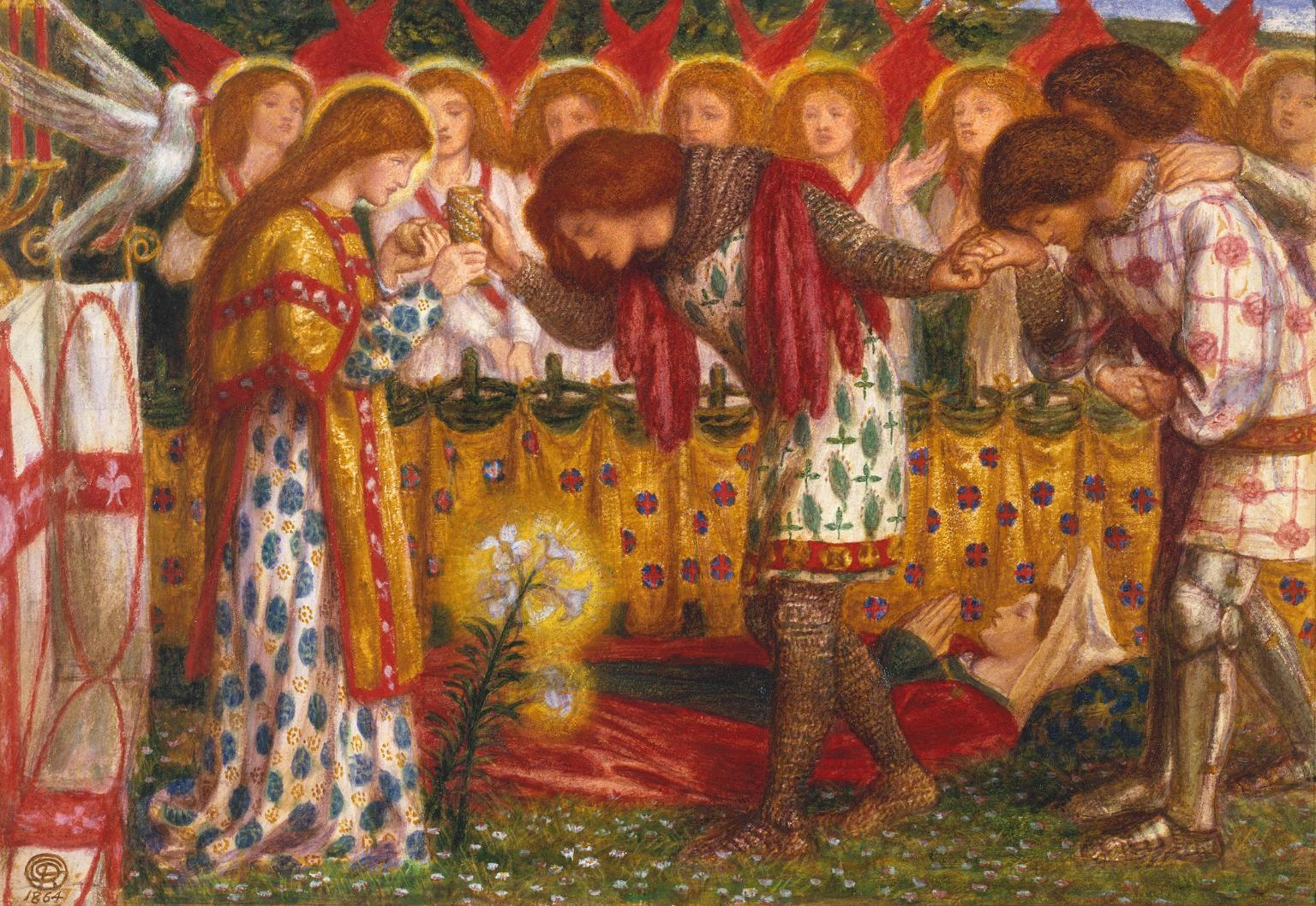
Acuarela de Dante Gabriel Rossetti: Cómo Sir Galahad, Sir Bors y sir Perceval fueron alimentados con el Santo Grial; pero la hermana de Sir Perceval murió por el camino (How Sir Galahad, Sir Bors, and Sir Percival were fed with the Sanc Grael; But Sir Percival's Sister Died Along the Way, 1864).

En las diversas versiones de las leyendas artúricas, siempre se considera a Sir Bors como uno de los mejores caballeros de Camelot, que alcanza su mayor gloria en la Demanda del Santo Grial. Junto con Perceval y Galahad, Bors es uno de los tres caballeros que encuentran el Grial en el castillo de Corbinec, y posteriormente en la isla de Sarras. Bors es el único de los tres que regresa vivo a Camelot para narrar al rey Arturo la aventura del Grial.
En la novela de T. H. White El rey pasado y futuro (The Once and Future King, 1958), se presenta a Sir Bors como misógino, casi virgen y más bien tonto.
En algunas historias del ciclo artúrico, Sir Bors el Desterrado muere en Tierra Santa, como cruzado, e incluso se afirma que transmitió la historia del Grial a Hugo de Payens (1070-1136), el primer Gran Maestre de los Templarios.